# Клаус, Дитер
Дитер Клаус (нем. Dieter Klauß; 16 сентября 1947, Магдебург, Германия — 8 февраля 2010, Лейпциг) — восточногерманский хоккеист на траве, полевой игрок. Участник летних Олимпийских игр 1968 года.

## Биография
Дитер Клаус родился 16 сентября 1947 года в городе Магдебург в советской оккупационной зоне Германии (сейчас в Германии).
Играл в хоккей на траве за «Лейпциг», в составе которого в 1969 году стал чемпионом ГДР. Впоследствии был играющим тренером «Эмпора» из Лейпцига и в 1987 году завоевал с ним золото чемпионата страны.
В 1968 году вошёл в состав сборной ГДР по хоккею на траве на летних Олимпийских играх в Мехико, занявшей 11-е место. Играл в поле, провёл 7 матчей, мячей не забивал.
В течение карьеры провёл за сборную ГДР 145 матчей (139 на открытых полях, 6 в помещении) — это рекорд национальной команды.
Умер 8 февраля 2010 года в Лейпциге.

## Семья
Жена Петра Клаус и их дети Инес и Гвидо также играли в хоккей на траве.